# Estación de Universidad Rey Juan Carlos
Universidad Rey Juan Carlos es una estación de la línea 12 del Metro de Madrid situada junto al campus de la Universidad Rey Juan Carlos en Móstoles. Es la estación del Metro de Madrid con el nombre más largo.

## Historia
La estación se abrió al público el 11 de abril de 2003 al igual que el resto de la línea.
Desde el 21 de junio de 2014, Universidad Rey Juan Carlos se convirtió en terminal de la línea 12 por las obras de mejora de las instalaciones entre esta estación y Hospital de Móstoles. El motivo de estas obras fue la modernización y mejora de la plataforma de la vía, con la sustitución de tacos, inyecciones, zanjas transversales y ensanche de canal. El servicio se restableció el 5 de julio de 2014.
Desde el 20 de junio de 2015, Universidad Rey Juan Carlos se ha vuelto a convertir en terminal de la línea 12 por las obras de mejora de las instalaciones entre esta estación y Loranca. Existió un servicio especial de autobuses, que sustituye el servicio prestado por Metro de Madrid: el SE3 (Universidad Rey Juan Carlos - Loranca), que realizaba parada en la Avenida del Alcalde de Móstoles.  El servicio se restableció el 6 de septiembre de 2015.

## Características técnicas
La estación se ejecutó en su totalidad mediante el método constructivo de pantallas, situándose a aproximadamente 30 m de profundidad. Sirvió como pozo de extracción de las tuneladoras La Adelantada y Almudena. La primera partió de Manuela Malasaña en mayo de 2001, finalizando en febrero de 2002; y la segunda partió de Leganés y llegó en junio de 2002. El eje central de la estación se sitúa en el punto kilométrico (PK) 6+323 (6.323 km). Además, dispone de una diagonal en el testero norte de la estación y de dos vías muertas a cada lado de los andenes para el estacionamiento y mantenimiento de trenes. El enclavamiento de las señales entre Manuela Malasaña y Alcorcón Central, tanto de la vía 1 como de la vía 2, se encuentra en esta estación.
En su vestíbulo hay ocho equipos de peaje y seis máquinas METTA (máquinas expendedoras de títulos de transporte automáticas), todos fabricados por Telvent. En el acceso hay un puesto de información al viajero abatible.
A lo largo de 2004 la estación recibió 2 384 086 usuarios, un 2,62 % de toda la línea 12; y a lo largo de 2005, 2 589 665 usuarios, un 2,82 % del total de la línea.

## Accesos
Vestíbulo Universidad Rey Juan Carlos
- Avenida Alcalde de Móstoles Avda. Alcalde de Móstoles, 35
- Ascensor Avda. Alcalde de Móstoles, 35

## Líneas y conexiones

### Metro
| << cabecera | < estación   | línea | estación >       | cabecera >> |
| ----------- | ------------ | ----- | ---------------- | ----------- |
| circular    | Parque Oeste |       | Móstoles Central | circular    |

### Autobuses
| Diurnos |                        |                                                       |               |
| Línea   | Destino                | Parada                                                | Operador      |
| 6       | Urb. Parque Guadarrama | 19391 Av. Abogados de Atocha-Rotonda Oeste (Cabecera) | Arriva Madrid |

| Diurnos                                               |                                           |                                                                                   |                |
| Autobuses con cabecera en Universidad Rey Juan Carlos |                                           |                                                                                   |                |
| Línea                                                 | Destino                                   | Parada                                                                            | Operador       |
| 498                                                   | Arroyomolinos - Moraleja de Enmedio       | 20873 Av. Abogados de Atocha-Universidad                                          | Empresa Martín |
| Autobuses pasantes en Universidad Rey Juan Carlos     |                                           |                                                                                   |                |
| Línea                                                 | Destino                                   | Parada                                                                            | Operador       |
| 519A                                                  | Villaviciosa de Odón (por El Soto)        | 18845 Tulipán-Universidad Rey Juan Carlos                                         | Arriva Madrid  |
| 541                                                   | Villamanta - La Torre de Esteban Hambrán  | 18845 Tulipán-Universidad Rey Juan Carlos                                         | Interbus       |
| 545                                                   | Cenicientos - Sotillo de la Adrada        | 18845 Tulipán-Universidad Rey Juan Carlos                                         | Interbus       |
| 546                                                   | Rozas de Puerto Real - Casillas           | 18845 Tulipán-Universidad Rey Juan Carlos                                         | Interbus       |
| 547                                                   | Villa del Prado - Almorox - Aldea en Cabo | 18845 Tulipán-Universidad Rey Juan Carlos                                         | Interbus       |
| 548                                                   | Aldea del Fresno - Calalberche            | 18845 Tulipán-Universidad Rey Juan Carlos                                         | Interbus       |
| 522                                                   | Madrid (Príncipe Pío)                     | 11358 Gran Capitán-Est. Univ. Rey Juan Carlos                                     | Arriva Madrid  |
| 526                                                   | Móstoles (por FFCC)                       | 08637 Av. Alc. Móstoles-Est. Univ. Rey Juan Carlos                                | Arriva Madrid  |
| 519A                                                  | Móstoles (Hospital Rey Juan Carlos)       | 09415 Gta. Oeste-Est. Univ. Rey Juan Carlos (Avenida del Alcalde de Móstoles, 35) | Arriva Madrid  |
| 522                                                   | Móstoles (por Pistas DGT)                 | 09415 Gta. Oeste-Est. Univ. Rey Juan Carlos (Avenida del Alcalde de Móstoles, 35) | Arriva Madrid  |
| 526                                                   | Fuenlabrada                               | 09415 Gta. Oeste-Est. Univ. Rey Juan Carlos (Avenida del Alcalde de Móstoles, 35) | Arriva Madrid  |
| 541                                                   | Madrid (Plaza Elíptica)                   | 09415 Gta. Oeste-Est. Univ. Rey Juan Carlos (Avenida del Alcalde de Móstoles, 35) | Interbus       |
| 545                                                   | Madrid (Plaza Elíptica)                   | 09415 Gta. Oeste-Est. Univ. Rey Juan Carlos (Avenida del Alcalde de Móstoles, 35) | Interbus       |
| 546                                                   | Madrid (Plaza Elíptica)                   | 09415 Gta. Oeste-Est. Univ. Rey Juan Carlos (Avenida del Alcalde de Móstoles, 35) | Interbus       |
| 547                                                   | Madrid (Plaza Elíptica)                   | 09415 Gta. Oeste-Est. Univ. Rey Juan Carlos (Avenida del Alcalde de Móstoles, 35) | Interbus       |
| 548                                                   | Madrid (Plaza Elíptica)                   | 09415 Gta. Oeste-Est. Univ. Rey Juan Carlos (Avenida del Alcalde de Móstoles, 35) | Interbus       |